# Nieniecki Okręg Autonomiczny
Nieniecki Okręg Autonomiczny (ros. Ненецкий автономный округ, nieniecki: Ненёцие автономной ӈокрук) – okręg autonomiczny Federacji Rosyjskiej administracyjnie należy do obwodu archangielskiego. Położony w Północno-Zachodnim Okręgu Federalnym. Stolicą okręgu jest Narjan-Mar.

## Geografia
Nieniecki Okręg Autonomiczny położony jest w europejskiej części Rosji, nad Morzem Białym, Morzem Barentsa i Morzem Karskim. Obejmuje północno-wschodni skraj obwodu archangielskiego z półwyspem Kanin oraz wyspami Kołgujew i Wajgacz. Administracyjnie graniczy od południowego zachodu z rejonem miezieńskim, od południa i południowego wschodu z Republiką Komi, a od wschodu z Jamalsko-Nienieckim Okręgiem Autonomicznym.
Okręg leży w północnej części Niziny Wschodnioeuropejskiej nazywanej Niziną Diwińsko-Peczorską. Większa część okręgu znajduje się za kołem podbiegunowym północnym. Największą rzeką jest Peczora.

### Strefa czasowa
Nieniecki Okręg Autonomiczny należy do moskiewskiej strefy czasowej (MSK). UTC +4:00 przez cały rok. Wcześniej, przed 27 marca 2011 roku, obowiązywał czas standardowy (zimowy) strefy UTC+3:00, a czas letni – UTC+4:00.

## Gospodarka
Gospodarka Nienieckiego Okręgu Autonomicznego zdominowana jest przez wydobycie ropy naftowej i gazu ziemnego. Dziedziny te stanowią około 99% działalności przemysłowej w okręgu.
W północnej części okręgu znajduje się Rezerwat Nieniecki.

## Ludność
W 2010 roku okręg liczył 42 090 mieszkańców. W skład populacji wchodziły następujące narodowości:
- Rosjanie – 66,1%
- Nieńcy – 18,6%
- Komiacy – 9%
- Pozostali (w tym: Ukraińcy) – 6,3%.

## Historia
Okręg utworzono w 1929 jako Nieniecki Okręg Narodowy, w 1977 został przemianowany na Nieniecki Okręg Autonomiczny.

## Podział administracyjny
W skład okręgu wchodzą:
- jedno miasto wydzielone:
  - Narjan-Mar (Нарьян-Мар) wraz z osiedlem typu miejskiego Iskatieliej (Искателей)

- jedno wydzielone osiedle typu miejskiego:
  - Amdierma (Амдерма)

- jeden rejon:
  - rejon zapolarny (Заполярный), podzielony na 17 sielsowietów.

## Tablice rejestracyjne
Tablice pojazdów zarejestrowanych w Nienieckim Okręgu Autonomicznym mają oznaczenie 83 w prawym górnym rogu nad flagą Rosji i literami RUS.